# اچ‌ام‌اس سائومارز (جی۱۲)
اچ‌ام‌اس سائومارز (جی۱۲) (به انگلیسی: HMS Saumarez (G12)) یک کشتی بود که طول آن ۳۶۳ فوت (۱۱۱ متر) بود. این کشتی در سال ۱۹۴۲ ساخته شد.